# Winfried Böhm

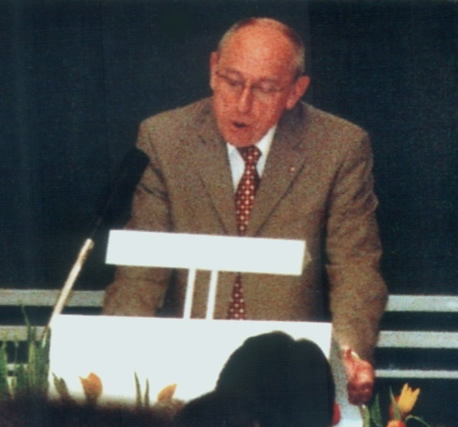
Winfried Böhm während seiner Abschlussvorlesung am 3. Februar 2005

Winfried Böhm (* 22. März 1937 in Schluckenau, Tschechoslowakei) ist ein deutscher Pädagoge. Er ist emeritierter Professor für Pädagogik an der Universität Würzburg.

## Leben
Winfried Böhms Vater Oswald Heinrich Böhm war ein in Deutschland und dem angrenzenden Ausland aufspielender Tanz- und Unterhaltungsorchesterleiter. Seinem Sohn gab er das musikalische Talent weiter und motivierte ihn zu einer theoretischen (Tonsatz bei Franz Xaver Lehner) und praktischen (Gesang) musikalischen Ausbildung. Nach dieser Grundausbildung sowie einer Banklehre studierte Böhm Philosophie, Pädagogik, Theologie, Psychologie, Geschichte, Politikwissenschaft und Musikwissenschaft in Bamberg, Würzburg und Padua. Dabei kam er in Kontakt mit Theodor W. Adorno, Giuseppe Flores d’Arcais, Romano Guardini und Albert Reble.
Böhm wurde 1969 promoviert und habilitierte sich 1973. Er war von 1974 bis März 2005 Ordinarius und Vorstand des Instituts für Pädagogik I an der Universität Würzburg. Er hatte zahlreiche Gastprofessuren in verschiedenen europäischen Ländern, in Afrika sowie Nord- und Südamerika inne.
Böhm war Präsident des Instituts für Europäische Bildung in Gardone Riviera (Italien) und seit 1987 philosophischer Ehrendoktor der Katholischen Universität Córdoba (Argentinien). Von 1987 bis 2002 war er Präsident der Deutschen Montessori-Gesellschaft.
1989 wurde Winfried Böhm als ordentliches Mitglied der Geisteswissenschaftlichen Klasse in die Sudetendeutsche Akademie der Wissenschaften und Künste berufen.

## Wirken
Böhm vertritt eine „personalistische Pädagogik“. Im Zentrum seiner pädagogischen Überlegungen steht somit die Person, die neben ihrer Einschränkungen durch die Natur und ihre Grenzen, die seitens der Gesellschaft bestehen, auch und vor allem „Ich“ ist, das in seiner Einzigartigkeit selbst will und selbst denkt. Schwerpunkte seiner wissenschaftlichen Arbeit waren Erziehungsphilosophie, Geschichte und Theorie der Erziehung und Bildung, Vergleichende Pädagogik und Geschichte und Theorie der Schule
Musik
2005 fand in München die Uraufführung der von Wilfried Hiller komponierten Kirchenoper Augustinus – Ein klingendes Mosaik nach dem Libretto Böhms statt.
Am 16. März 2010 wurde im Würzburger Kiliansdom das von Wilfried Hiller komponierte Oratorium Der Sohn des Zimmermanns uraufgeführt, für das Böhm ebenso das Libretto verfasste. In neun Szenen aus dem Neuen Testament steht der Mensch Jesus im Mittelpunkt, ohne selbst als Figur aufzutauchen. Er zeigt sich allein im Spiegel seiner Jünger und anderer Zeitgenossen. Das Ende der Uraufführung fiel mit dem alljährlich am Abend des 16. März stattfindenden zwanzigminütigen Glockenkonzert aller Würzburger Kirchen zusammen, das auf die Zerbombung und völlige Zerstörung Würzburgs durch die britischen Streitkräfte aufmerksam machen soll.

## Ehrungen und Auszeichnungen
- 1987  Ehrendoktorwürde der Philosophischen Fakultät der Katholischen Universität Córdoba (Argentinien)
- 2004 Ritter des Silvesterordens durch Papst Johannes Paul II.[4]
- 2016 Premio Europeo Capo Circeo[5]

## Schriften (Auswahl)
- als Hrsg. mit Martin Lindauer: „Nicht Vielwissen sättigt die Seele“. Wissen, Erkennen, Bildung, Ausbildung heute. 3. Symposium der Universität Würzburg. Ernst Klett, Stuttgart 1988, ISBN 3-12-984580-1.
- Theorie der Bildung. In: Winfried Böhm, Martin Lindauer (Hrsg.): „Nicht Vielwissen sättigt die Seele“. Wissen, Erkennen, Bildung, Ausbildung heute. 3. Symposium der Universität Würzburg. Ernst Klett, Stuttgart 1988, ISBN 3-12-984580-1, S. 25–48.
- Entwürfe zu einer Pädagogik der Person. Klinkhardt 1997, ISBN 3-7815-0878-1
- Geschichte der Pädagogik. C.H. Beck, München 2004, ISBN 3-406-50853-7 (4. Aufl. 2013).
- Theorie und Praxis. Königshausen & Neumann Verlag, 1995, ISBN 3-8260-1130-9 (3. Aufl. 2011).
- Was ist „aktuell“ an Montessori? In: Birgitta Fuchs, Waltraud Harth-Peter (Hrsg.): Montessori – Pädagogik und die Erziehungsprobleme der Gegenwart. Würzburg 1989, ISBN 3-88479-423-X.
- Quo vadis – Pädagogik? In: Walter Eykmann, Winfried Böhm (Hrsg.): Die Person als Maß von Politik und Pädagogik. Würzburg 2006, ISBN 3-89913-503-2.
- (Mithrsg.): Hauptwerke der Pädagogik (= UTB, Bd. 8464). Schöningh, Paderborn 2011, ISBN 3-8252-8464-6.
- Die Reformpädagogik. Montessori, Waldorf und andere Lehren. C. H. Beck, München 2012, ISBN 978-3-406-64052-0.
- Der pädagogische Placebo-Effekt. Die Wirksamkeit von Erziehung. Schöningh, Paderborn 2016, ISBN 978-3-506-78581-7.
- (mit Ernesto Schiefelbein u. Sabine Seichter): Projekt Erziehung (= UTB, Bd. 5243). 6. Aufl. Schöningh, Paderborn 2016, ISBN 978-3-8252-5243-4.
- (mit Sabine Seichter): Wörterbuch der Pädagogik. 18. Aufl. (= UTB, Bd. 8716). Brill/Schöningh, Paderborn 2022, ISBN 978-3-8252-8814-3.
- Böhm ist Mitherausgeber der Vierteljahrsschrift für wissenschaftliche Pädagogik (Bochum), Rassegna di Pedagogia (Rom), Pedagogia e Vita (Brescia), Revista de Pedagogia (Madrid) und Das Kind. Halbjahresschrift für Montessori-Pädagogik (Würzburg).

Festschriften
- Markus Böschen (Hrsg.): Christliche Pädagogik – kontrovers. [Winfried Böhm zum 55. Geburtstag] (= Sammlung Christliche Pädagogik, Bd. 2). Echter, Würzburg 1992, ISBN 3-429-01471-9.
- Wilhelm Brinkmann (Hrsg.): Freiheit – Geschichte – Vernunft. Grundlinien geisteswissenschaftlicher Pädagogik. Winfried Böhm zum 22. März 1997 [60. Geburtstag]. Echter, Würzburg 1997, ISBN 3-429-01904-4.
- Waltraud Harth-Peter (Hrsg.): Prinzip Person. Über den Grund der Bildung. Winfried Böhm zum 22. März 2002. Ergon-Verlag, Würzburg 2002, ISBN 3-89913-236-X.
- Walter Eykmann (Hrsg.): Pädagogische Tugenden. Winfried Böhm zum 22. März 2007. Königshausen & Neumann, Würzburg 2007, ISBN 978-3-8260-3604-0.